# Camillo Di Sciullo
Camillo Di Sciullo (Chieti, 15 luglio 1853 – Chieti, 29 maggio 1935) è stato un tipografo e anarchico italiano.

## L'esperienza de «Il Pensiero»
Camillo Di Sciullo nasce a Chieti il 15 luglio 1853 da Sante e Domenica Tavano, di Fara San Martino (CH). Esercita i mestieri più disparati: «ex lanaro, barbiere, pittore, falegname, cameriere, cuoco, tappezziere, materassaio, negoziante, appaltatore, proprietario, presentemente pubblicista» (cfr. «Il Pensiero», 12 luglio 1893). Autodidatta, compie le prime esperienze giornalistiche nel 1887, quando collabora, insieme ad Ettore Croce, al settimanale satirico dialettale «La Mosche». Fa parte della Società Operaia di Chieti, ma ben presto entra in polemica con il consiglio direttivo per gli atteggiamenti clericali dei consiglieri. Partecipa alla costituzione del Circolo Giordano Bruno (1889) che il 15 agosto 1890 pubblica il primo numero del giornale anticlericale «Il Pensiero». Nel 1892 il giornale diviene di proprietà di Di Sciullo che nel frattempo si è avvicinato al movimento anarchico anche grazie ai contatti con Galileo Palla che svolge il servizio militare a Chieti. Il giornale diventa una tribuna alla quale affluiscono articoli di corrispondenti sparsi per tutto il paese. Nel 1893 «Il Pensiero» subisce i primi due sequestri. Di Sciullo prende contatto con Antonio Rubbi, un tipografo anarchico giunto da Bologna, ed apre una propria tipografia, la Tipografia del Popolo, nella quale il giornale verrà stampato a partire dal primo numero del 1894. La tipografia, oltre al giornale, stampa una miriade di pubblicazioni e opuscoli di autori anarchici: Errico Malatesta, Pietro Gori, Louise Michel, Pëtr Alekseevič Kropotkin, Michail Bakunin, Élisée Reclus. Il 6 aprile 1894 Di Sciullo viene processato per «vilipendio delle istituzioni monarchiche costituzionali, provocazione all'odio fra le diverse condizioni sociali, provocazione contro l'ordine delle famiglie, offesa al diritto della proprietà». Viene difeso da Pietro Gori che riesce a farlo assolvere e poi tiene conferenze assai seguite a Chieti e Pescara. Dopo pochi mesi, il 9 giugno, Di Sciullo subisce un nuovo processo per «eccitamento alla guerra civile, disprezzo e vilipendio pubblico delle istituzioni monarchiche costituzionali, attentato al diritto di proprietà». Sempre difeso da Gori viene di nuovo assolto. L'uccisione di Carnot in Francia ed il fallito attentato di Paolo Lega contro Francesco Crispi, che porteranno di lì a poco alle leggi eccezionali (luglio 1894), sono la causa dell'ennesimo processo. È infatti per gli articoli su questi fatti che, il 25 luglio, il P.M. chiede il rinvio a giudizio per «istigazione a commettere reati». Il 22 agosto Di Sciullo viene processato e condannato ad oltre tre anni di carcere ed a sette mesi di domicilio coatto nell'isola di Pantelleria.

## La ripresa delle attività della Tipografia del Popolo
Liberato nella primavera del 1898, riprende a pieno ritmo l'attività della Tipografia del popolo stampando la maggior parte dei giornali sovversivi della provincia e soprattutto dando nuovo impulso all'attività editoriale. Nel 1905 pubblica, raccogliendo una serie di articoli scritti da Luigi Fabbri su giornali diversi, Lettere ad una donna sull'Anarchia. All'attività editoriale Di Sciullo affianca la partecipazione sempre più attiva al movimento anarchico. Nel dicembre del 1905 ospita Pietro Gori, in Abruzzo per un giro di propaganda. Nel 1906 dà vita a Chieti «una biblioteca popolare circolante la quale offrirà modo alla classe meno istruita e meno abbiente di abituarsi alla lettura ed a far sì che l'istruzione non sia monopolio delle sole classi privilegiate». (Cfr. «La Vita Operaia», Quindicinale di propaganda socialista-anarchica, a. I, n. 17, Ancona, 28 dicembre 1906). Nel 1907 partecipa al congresso anarchico di Roma del 16-20 giugno, prima importante assise in cui di discute sulla necessità dell'organizzazione nazionale degli anarchici d'Italia. Nel marzo del 1908 si stabilisce a Castellamare Adriatico, trasferendovi anche la casa editrice, ma mantenendo a Chieti la Tipografia. Il 12 febbraio 1912, in occasione della morte di Pietro Gori, pubblica un numero unico de «Il Pensiero». Il 1º febbraio 1914 partecipa al Congresso Sovversivo di Castellamare Adriatico. Nel febbraio 1915, nel pieno dell'ondata interventista, si fa promotore a Chieti di una manifestazione contro la guerra e fa affiggere un manifesto antimilitarista.

## Biennio rosso
Nel primo dopoguerra aderisce alla sezione di Ancona dell'Unione comunista-anarchica italiana (UCAI, poi UAI) costituitasi nell'aprile del 1919 con il congresso di Firenze. Il 20 maggio 1920 partecipa attivamente al convegno anarchico regionale di Sulmona, nel corso del quale, con Quirino Perfetto, Attilio Conti ed altri dirigenti del movimento anarchico ed anarcosindacalista regionale si delibera la costituzione della Federazione comunista-anarchica abruzzese (FCAA, poi FAA). Nel luglio del 1920 interviene al congresso che l'UAI tiene a Bologna. Luce Fabbri, parlando del congresso dell'UAI a Bologna nel 1920, scrive:
Il congresso dell'UAI fu seguito da un'attività intensa di propaganda. Si tenevano comizi dappertutto, sempre affollatissimi. A casa nostra assistevamo a un andare e venire di compagni, sempre eccitati e sempre affrettati; …ogni tanto venivano di passaggio Borghi o Frigerio, Agostinelli o Di Sciullo….
Dal 2 al 4 novembre 1921 si svolge ad Ancona il III congresso dell'UAI e la partecipazione di Di Sciullo verrà ricordata in un necrologio di Carlo Frigerio:
Noi lo ricordiamo ancora nel periodo agitato del dopoguerra, sempre vivace e entusiasta d'animo malgrado l'età, prender la parola al Congresso anarchico di Ancona per recarvi il tributo del suo ottimismo sereno e l'incoraggiamento ai più giovani. Dalla sua figura bianca di apostolo traspariva un'infinita bontà e nel suo sguardo si rifletteva la fede immutata in un miglior divenire. Fino all'ultimo Di Sciullo, nonostante il peso degli anni e l'avversità dell'ora presente, fu sorretto dalla sua fede inalterabile; egli esprimeva liberamente il suo pensiero, propagandosi senza posa ad alleviare le miserie che lo circondavano. Si è spento tra il cordoglio dei suoi concittadini che lo stimavano e rispettavano per la sua integrità ed il suo buon cuore (Cfr. «Almanacco Libertario», Pro vittime politiche per l'anno 1936, Ginevra, 1936).

## Contro il fascismo
Durante il fascismo viene più volte arrestato in seguito a perquisizioni che portano ogni volta al ritrovamento di materiale propagandistico. A seguito di una di queste perquisizioni nel 1926 viene condannato a 2 anni di confino alle isole Tremiti (dopo due mesi la pena viene commutata in due anni di ammonizione).
Muore a Chieti il 29 maggio 1935.

## La memoria
Nel 1954 sulle colonne di «Umanità Nova» escono due articoli che ne ricordano la figura:
Lo avevamo conosciuto personalmente negli anni lontani. Era già vecchio […]. La ricerca che abbiamo compiuto per documentarci per la rievocazione di Fabbri ci ha fatto rinverdire il ricordo di Camillo Di Sciullo e siamo riusciti a sapere di lui cose che ignoravamo […]. Visse fiero delle sue idee nella sua Chieti, povero, isolato, abbandonato, perseguitato ancora […]. E il compagno che ci scrive da Chieti queste cose, ci dà questo particolare: nella casa della nuora si conserva ancora il nerbo di bue che i nerocamiciati abbandonarono un giorno che lo aggredirono in casa sua e lo batterono a sangue. Il vecchio non cedette e gridava loro: «Le mie idee sono immortali, voi non le vincerete mai». È in volta l'idea di ricordare con una conferenza Camillo Di Sciullo a Chieti. Noi crediamo che questa sia una ottima idea per risvegliare l'iniziativa anarchica in Abruzzo […]. Noi invitiamo i compagni delle varie località che vivono in Abruzzo di considerare queste idee che buttiamo giù alla svelta, d'accordo e per suggerimento del compagno Bruschi Aldo di Chieti…
Così invece Luce Fabbri ricorda l'editore di Chieti:
Il nome e il ricordo di Camillo Di Sciullo mi sono molto cari. Ho voluto bene fin da bambina a quell'amico dalla barba brizzolata e dal mantello ampio, inusuale allora, che gli dava l'apparenza esotica del ‘vecchio della montagna’. Veniva ogni tanto a trovarci a Corticella (dove abitavamo allora, nei pressi di Bologna) e ci portava sempre in regalo un gran barattolo di miele di sua produzione, molto migliore di quello che si comprava. Per noi ragazzi era soprattutto l'apicultore; con noi parlava sempre della api. Ricordo una volta che m'accompagnò in città (cominciavo allora il ginnasio) e, nella mezz'ora che durò il viaggio in tramway da Corticella a Bologna, mi parlò sempre con entusiasmo dell'organizzazione del lavoro nell'alveare. Aveva una voce forte che si faceva sentire in tutta la vettura. E tutti i passeggeri tacquero ed ascoltarono con me religiosamente quella specie di conferenza. ‘È una calunnia – diceva – parlare dell'ape regina, quando si tratta della madre, tutta dedita alla sua opera creativa, che tutta la società della api operaie cerca di proteggere e di aiutare'. Naturalmente, sapevo che Di Sciullo non era solo ‘l'amico delle api', perché poi lo sentivo parlare con mio padre dei problemi del movimento anarchico, di giornali, di edizioni. Più tardi, dopo la sua scomparsa, ho potuto valutare meglio la sua importanza per la storia della cultura libertaria, ma mai ho potuto separare, nell'immaginazione, la sua figura dall'atmosfera dorata del miele e dalle api.

## Fonti
- E. PUGLIELLI, Il movimento anarchico abruzzese 1907-1957, Textus, L'Aquila, 2010
- E. PUGLIELLI, Dizionario degli anarchici abruzzesi, CSL "C. Di Sciullo", Chieti, 2010
- F. PALOMBO, Camillo Di Sciullo, anarchico e tipografo di Chieti, Samizdat, Pescara, 1996
- F. PAZIENTE, Alle origini del Socialismo nell'Abruzzo chietino, in «Movimento operaio e socialista», n. 4, 1969
- LUIGI FABBRI, Lettera ad una donna sull'Anarchia, Samizdat, Pescara, 1997
- ACS, CPC, b. 1819, f. ad nomen

| Controllo di autorità | VIAF (EN) 5751970 · ISNI (EN) 0000 0000 3470 674X · LCCN (EN) n97076128 · GND (DE) 120039559 |